# Minicia caspiana
Minicia caspiana là một loài nhện trong họ Linyphiidae.
Loài này thuộc chi Minicia. Minicia caspiana được Andrei V. Tanasevitch miêu tả năm 1990.